# Mộ Dung Bảo
Mộ Dung Bảo (giản thể: 慕容宝; phồn thể: 慕容寶; bính âm: Mùróng Bǎo) (355–398), tên tự Đạo Hựu (道佑), là hoàng đế thứ nhì của nước Hậu Yên thời Thập Lục Quốc trong lịch sử Trung Quốc. Sau khi Mộ Dung Thùy kiến lập Hậu Yên, ông được lập làm thái tử, từng lĩnh quân Yên công phạt Bắc Ngụy. Tuy nhiên, trong trận Tham Hợp Pha, quân Hậu Yên dưới quyền Mộ Dung Bảo thất bại thảm hại trước quân Bắc Ngụy. Sau khi kế vị, ông phải đối phó với sự xâm lược từ phía nam của Bắc Ngụy, cuối cùng không thể giữ được đất đai của Hậu Yên tại Trung Nguyên, phải mang thuộc hạ chạy về Long Thành thuộc Liêu Ninh ngày nay. Tuy nhiên, Mộ Dung Bảo lại phải đương đầu với việc con là Mộ Dung Hội và đại thần Đoàn Tốc Cốt làm phản. Mộ Dung Bảo chạy trốn, bị Lan Hãn dụ về Long Thành rồi sát hại.

## Trước khi thành lập Hậu Yên
Mộ Dung Bảo sinh năm Nguyên Tỷ thứ 4 (355) thời Hoàng đế Mộ Dung Tuấn của Tiền Yên trị vì. Ông là con trai thứ tư của Mộ Dung Thùy với người vợ đầu là Đoàn vương phi, lúc đó phụ thân ông đang có tước hiệu Ngô vương. Ban đầu, ông không được lập làm thế tử mà là anh cùng mẹ là Mộ Dung Lệnh. Đoàn vương phi mất năm 358 trong ngục sau khi bị vu cáo dùng yêu thuật chống lại hoàng đế và Khả Túc Hồn hoàng hậu. Sau đó, Mộ Dung Thùy bị Khả Túc Hồn thái hậu và nhiếp chính vương Mộ Dung Bình nghi ngờ trong thời gian trị vì của Mộ Dung Vĩ. Mộ Dung Bảo là một trong số các thành viên của gia đình Mộ Dung Thùy cùng chạy trốn đến hàng Tiền Tần. Sau đó, anh cả Mộ Dung Lệnh rơi vào bẫy của thừa tướng Tiền Tần là Vương Mãnh khi trốn thoát trở lại Tiền Yên và rồi bị giết chết, Mộ Dung Bảo vì thế trở thành thế tử.
Khi niên thiếu, ông là người nhanh nhẹn quả cảm, giữ chí hướng, song thân thiết với người nịnh bợ mình. Thời Hoàng đế Phù Kiên của Tiền Tần, ông được bổ nhiệm là Thái tử tẩy mã, vạn niên lệnh. Năm 383, khi Phù Kiên tiến hành chiến dịch chống Đông Tấn nhằm thống nhất Trung Quốc, Mộ Dung Bảo được giữ chức Giang Lăng tướng quân. (song quân Tiền Tần đại bại trong trận Phì Thủy).
Đến khi quân Tiền Tần sụp đổ, hoàng đế Phù Kiên của Tiền Tần đã chạy đến chỗ của Mộ Dung Thùy. Mộ Dung Bảo cố thuyết phục phụ thân giết chết Phù Kiên và nổi loạn, trung hưng quốc gia giống Thiếu Khang khi xưa, song Mộ Dung Thùy từ chối. Tuy nhiên, Mộ Dung Thùy sau khi được Phù Kiên cử đi bình định vùng đông bắc của đế quốc thì quyết định nổi dậy. Đến mùa xuân năm 384, sau khi Mộ Dung Thùy xưng làm Yên vương, tuyên bố độc lập trên thực tế khỏi Tiền Tần, Mộ Dung Bảo đã được lập làm Yên vương thái tử.

## Dưới thời Mộ Dung Thùy trị vì
Sau đó Mộ Dung Thùy xưng là hoàng đế, Mộ Dung Bảo trở thành thái tử. Khi là thái tử, Mộ Dung Bảo miệt mài tự học, đôn sùng Nho học, giỏi đàm luận, giỏi thuộc văn, xử lý tốt quan hệ với tả hữu tiểu thần của Mộ Dung Thùy. Ông được các triều sĩ khen ngợi, Mộ Dung Thùy do vậy xem ông có thể bảo toàn gia nghiệp, hết sức xem trọng. (Tuy nhiên Mộ Dung Thùy vẫn chuộng khả năng quân sự của các con trai khác là Mộ Dung Nông, Mộ Dung Long và Mộ Dung Lân.) Khi Hoàng hậu Đoàn Nguyên Phi nhắc nhở Mộ Dung Thùy rằng Mộ Dung Bảo có tư chất ung dung, mềm yếu không quyết đoán, không phải là người mạnh mẽ để tế thế, và rằng Mộ Dung Nông và Mộ Dung Long sẽ là những người kế vị thích hợp hơn, tuy nhiên Mộ Dung Thùy không nghe theo và nói rằng mình không phải là Tấn Hiến công. Mộ Dung Bảo thường được giao trọng trách trấn thủ kinh thành Trung Sơn trong lúc phụ hoàng thân chinh. Ngày Ất Hợi tháng 3 năm Mậu Tý (7 tháng 5 năm 388), Mộ Dung Thùy chuyển giao phần lớn quyền lực cho Mộ Dung Bảo, chỉ giữ lại quyền quyết định những vấn đề quan trọng nhất. Sau đó, Mộ Dung Thùy lại cho Mộ Dung Bảo lĩnh tước "Đại thiền vu".
Năm 391, Quốc vương Bắc Ngụy là Thác Bạt Khuê khiển kì đệ Thác Bạt Cô (拓拔觚) đi nộp triều cống cho Hậu Yên. Theo sử sách, tử đệ của Mộ Dung Thùy bắt giam Thác Bạt Cô và yêu cầu Thác Bạt Khuê chuộc bằng cách cung cấp ngựa tốt. Thác Bạt Khuê từ chối, tuyệt giao quan hệ với Hậu Yên. Thác Bạt Cô chạy trốn song bị Mộ Dung Bảo đuổi theo bắt giữ.Thác Bạt Khuê quay sang liên minh với Tây Yên, và sau đó, ngay cả khi Tây Yên bị Hậu Yên tiêu diệt vào năm 393, ông ta vẫn tiếp tục quấy nhiễu vùng biên của Hậu Yên.
Tháng 5 năm Ất Mùi (395), Mộ Dung Thùy khiển Mộ Dung Bảo cùng với Mộ Dung Nông và Mộ Dung Lân dẫn 8 vạn quân đi chinh phạt Bắc Ngụy. Thác Bạt Khuê khi nghe tin về đội quân của Mộ Dung Bảo thì bỏ kinh thành Thịnh Lạc và rút lui về Hà Tây (phía tây Hoàng Hà). Tháng 9 ÂL, quân của Mộ Dung Bảo nhanh chóng tiến đến Hoàng Hà vào mùa thu năm 395 và chuẩn bị vượt sông bằng thuyền, song trời chợt nổi gió, thổi vài chục thuyền sang bờ nam sông. Bắc Ngụy bắt được hơn ba trăm giáp sĩ song chỉ cởi áo giáp và thả ra. Quân Bắc Ngụy cắt đứt được đường thông tin liên lạc giữa quân của Mộ Dung Bảo và kinh thành Trung Sơn của Hậu Yên, bắt hết sứ giả, mấy tháng mà Mộ Dung Bảo không có tin tức về việc Mộ Dung Thùy đã khỏi bệnh. Thác Bạt Khuê cho sứ giả Hậu Yên bị bắt đến bờ sông nói rằng Mộ Dung Thùy đã mất, Mộ Dung Bảo và những người khác đau buồn và sợ hãi, sĩ tốt Hậu Yên náo loạn. Thuật sĩ Cận An nói với Mộ Dung Bảo rằng thiên thời bất lợi nên cần nhanh chóng quay về để tránh thất bại, song Mộ Dung Bảo không nghe theo. Quân Hậu Yên và Bắc Ngụy lâm vào thế bí trong suốt hơn hai tuần, tức hơn 20 ngày, những người ủng hộ Mộ Dung Lân muốn làm phản để đưa Mộ Dung Lân trở thành hoàng đế song đã thất bại. Đến ngày Tân Mùi (25) tháng 10 (23 tháng 11), Mộ Dung Bảo đốt thuyền, nhân đêm tối rồi rút lui. Đương thời, băng trên Hoàng Hà chưa kết, Mộ Dung Bảo cho rằng quân Bắc Ngụy không thể vượt được sông nên không cho dò xét tình hình quân địch. Ngày Kỉ Mão (3) tháng 11 (1 tháng 12), có bão, Hoàng Hà đóng băng, Thác Bạt Khuê dẫn quân Bắc Ngụy vượt sông truy kích. Ngày Ất Dậu (9) (7 tháng 12), quân Ngụy đến được phía tây Tham Hợp pha, đến ngày Bính Tuất (8 tháng 12) thì giao chiến với quân Hậu Yên, gần như toàn bộ quân Hậu Yên bị bắt hoặc giết, chỉ có Mộ Dung Bảo cũng một số tướng lĩnh là có thể chạy thoát. Thác Bạt Khuê sau đó đã cho tàn sát tất cả tù binh Hậu Yên.
Do lo rằng Bắc Ngụy sau đó sẽ xem nhẹ Mộ Dung Bảo, đầu năm sau Mộ Dung Thùy đích thân dẫn quân đi đánh Bắc Ngụy và giành được thành công bước đầu và giết được đường đệ của Thác Bạt Khuê là Thác Bạt Kiền. Tuy nhiên, khi quân Hậu Yên đi đến Tham Hợp pha, thấy xương chất như núi, binh sĩ Hậu Yên gào khóc thảm thiết, Mộ Dung Thùy giận dữ rồi lâm bệnh, quân Hậu Yên lại phải rút về Trung Sơn. Mộ Dung Thùy chết trên đường về kinh. Ngày Nhâm Dần (29) tháng 4 (21 tháng 6), Mộ Dung Bảo tức hoàng đế vị, đại xá, cải nguyên Vĩnh Khang.

## Trị vì
Ngày Ất Sửu tháng 5 (14 tháng 7), Mộ Dung Bảo buộc Đoàn Nguyên Phi phải tự sát thì mới tha cho tông thất họ Đoàn. Đoàn Nguyên Phi tức giận, nói rằng ngày vong quốc sẽ không lâu nữa rồi tự sát. Mộ Dung Bảo cho rằng Đoàn hậu âm mưu phế mình, không có đạo mẫu hậu, định không thành táng theo lễ của hoàng hậu, song do Trung thư lệnh Thúy Dương khuyên nhủ nên ông quyết định thành táng.
Thanh Hà công Mộ Dung Hội là con của Mộ Dung Bảo, có mẹ xuất thân thấp kém song lớn tuổi, dũng mãnh tài giỏi, có tài nghệ, được Mộ Dung Thùy yêu mến. Khi Mộ Dung Bảo dẫn quân đánh Ngụy, Mộ Dung Thùy đối đãi với Mộ Dung Hội như với thái tử. Khi Mộ Dung Thùy thân chinh Bắc Ngụy, Mộ Dung Hội được giao phụ trách cai quản Long Thành. Khi Mộ Dung Thùy bệnh nặng từng di ngôn mệnh Mộ Dung Bảo lập Mộ Dung Hội làm người tự vị, song Mộ Dung Bảo lại yêu mến người con nhỏ tuổi hơn là Mộ Dung Sách (慕容策) và không ủng hộ Mộ Dung Hội. Hơn nữa, Trường Lạc công Mộ Dung Thịnh sinh cùng năm với Mộ Dung Hội, cũng không muốn Mộ Dung Hội trở thành thái tử và cùng với Triệu vương Mộ Dung Lân khuyên Mộ Dung Bảo lập Mộ Dung Sách làm thái tử. Ngày Ất Hợi (4) tháng 8 (22 tháng 9), Mộ Dung Sách được lập làm thái tử còn Mộ Dung Hội và Mộ Dung Thịnh được phong vương. Mộ Dung Hội thấy Mộ Dung Sách còn nhỏ, ngu si yếu đuối, nên trong lòng oán giận.
Tháng 8 ÂL năm đó, Thác Bạt Khuê đã dẫn quân Bắc Ngụy tập kích Tĩnh châu, đánh bại Mộ Dung Nông và buộc tướng này phải chạy trốn về Trung Sơn. Thác Bạt Khuê sau đó đã tiến về phía đông, sẵn sàng tấn công kinh thành nước Hậu Yên. Chấp thuận lời đề nghị của Mộ Dung Lân, Mộ Dung Bảo chuẩn bị phòng thủ Trung Sơn, để cho quân Bắc Ngụy tự do di chuyển trên lãnh thổ của mình, Mộ Dung Bảo cho rằng quân Bắc Ngụy sẽ phải rút lui khi quân lính của họ kiệt sức. Tuy nhiên, điều này khiến cho quân đồn trú tại tất cả các thành ở Hà Bắc bỏ thành, quận huyện ngả theo Bắc Ngụy, ngoại trừ ba thành là Trung Sơn, Nghiệp Thành và Tín Đô.
Tháng 1 năm Đinh Dậu (397), Tín Đô thất thủ. Trong khi đó, Thác Bạt Khuê nhận được tin về một cuộc nổi loạn gần kinh thành Thịnh Lạc của mình và cầu hòa với Mộ Dung Bảo song đã bị bác bỏ, Mộ Dung Bảo tấn công quân Bắc Ngụy khi Thác Bạt Khuê chuẩn bị lui quân, song quân Hậu Yên lại chịu thất bại thảm hại. Mộ Dung Long muốn dẫn số quân còn lại ở Trung Sơn đi đánh một trận với Bắc Ngụy và được mộ Dung Bảo chấp thuận, song Mộ Dung Bảo sau đó lại lưỡng lự và cuối cùng đã hủy bỏ kế hoạch do Mộ Dung Lân phản đối. Ông cũng dao động trước việc trao trả Thác Bạt Cô hay nhượng Tĩnh châu cho Bắc Ngụy để cầu hòa. Đến khi Mộ Dung Lân nổi loạn, Mộ Dung Bảo lo lắng rằng Mộ Dung Lân sẽ đoạt lấy quân của Mộ Dung Hội (đang tiến về kinh thành để giải vây song do Mộ Dung Hội còn oán giận nên tiến chậm), và quyết định bỏ Trung Sơn để đến Long Thành. Mộ Dung Long chấp thuận kế hoạch song đề nghị với hoàng đế rằng một khi đã ở Long Thành thì trong một thời gian dài không nên trở về phía nam. Mộ Dung Bảo đồng ý và họ cùng bỏ Trung Sơn để đến chỗ quân của Mộ Dung Hội.
Mộ Dung Hội trong khi đó đang trên đường trở lại Long Thành, người này quyết định đoạt quyền. Mộ Dung Hội cử sát thủ đến giết chết Mộ Dung Long và Mộ Dung Nông, song chỉ giết chết được Mộ Dung Long. Quân của Mộ Dung Bảo và Mộ Dung Nông nhanh chóng chạy đến Long Thành, còn Mộ Dung Hội cho quân vây thành. Tuy nhiên, trong một cuộc tấn công bất ngờ của Cao Vân, quân của Mộ Dung Hội sụp đổ, và bản thân Mộ Dung Hội phải chạy về Trung Sơn, Trung Sơn lúc này do quân đồn trú của Mộ Dung Tường (do Mộ Dung Bảo để lại) trấn giữ nên Mộ Dung Hội bị giết. Trong khi đó, Mộ Dung Bảo nhận Cao Vân làm dưỡng tử và phong tước Tịch Dương công.
Do Mộ Dung Bảo ở Long Thành, Trung Sơn và Nghiệp Thành mất liên lạc với ông. Mộ Dung Tường tự xưng đế, song ngay sau đó bị Mộ Dung Lân đánh bại rồi giết chết, Mộ Dung Lân xưng đế. Mộ Dung Lân lại bị quân Bắc Ngụy đánh bại và phải chạy đến Nghiệp Thành, từ bỏ tước hiệu hoàng đế và thuyết phục người trấn thủ Nghiệp Thành là Mộ Dung Đức bỏ thành và chạy về phía nam đến Hoạt Đài. Mộ Dung Đức làm theo và tại Hoạt Đài, và vào tháng 1 năm Mậu Tuất (398), Mộ Dung Đức xưng làm Yên vương và cải niên hiệu, lập nên nước Nam Yên. Trong khi đó, do không biết về điều này mà chỉ nhận được tin tức Mộ Dung Đức báo là đi xuống phía nam, nên Mộ Dung Bảo chuẩn bị cho một chiến dịch để lấy lại lại lãnh thổ bị mất, bất chấp can gián từ Mộ Dung Nông và Mộ Dung Thịnh rằng binh lính đã kiệt sức.
Ngày Kỉ Mão tháng 2 (20 tháng 3), quân Hậu Yên rời Long Thành. Tuy nhiên ngay sau đó, ngày Nhâm Ngọ cùng tháng (23 tháng 3), tướng Đoàn Tốc Cốt (段速骨) tiến hành nổi loạn, và Mộ Dung Bảo phải trở lại Long Thành. Trong khi đó, Đoàn Tốc Cốt buộc con của Mộ Dung Long là Mộ Dung Sùng (慕容崇) làm lãnh đạo và bao vây Long Thành. Ngay cả với sự giúp đỡ bí mật của Lan Hãn, Đoàn Tốc Cốt ban đầu không thành công. Tuy nhiên, Mộ Dung Nông lại đầu hàng quân của Đoàn Tốc Cốt, điều này làm tổn hại đến tinh thần của binh lính tại Long Thành và thành thất thủ. Mộ Dung Bảo và Mộ Dung Thịnh chạy về phía nam. Ngày Canh Tý tháng 3 (10 tháng 4), Lan Hãn tập kích Đoàn Tốc Cốt, chiếm Long Thành và đề nghị Mộ Dung Bảo quay trở lại. Mộ Dung Bảo lúc này đến Kế Thành và muốn quay lại song Mộ Dung Thịnh thuyết phục ông hãy cố đi về phía nam để tìm kiếm trợ giúp từ Mộ Dung Đức mà không biết rằng Mộ Dung Đức đã tuyên bố độc lập. Tuy nhiên, khi họ đến vùng lân cận Hoạt Đài thì biết tin tức và lại chạy về phía bắc. Nhiều thành trên đường đi đã sẵn sàng kết hợp lại dưới quyền của Mộ Dung Bảo để bắt đầu kháng Bắc Ngụy song Mộ Dung Bảo lại quyết định trở lại Long Thành. Mộ Dung Thịnh do nghi ngờ Lan Hãn nên cố thuyết phục Mộ Dung Bảo song vẫn không khiến ông thay đổi tâm trí, Mộ Dung Thịnh do vậy rời bỏ phụ thân.
Ngày Đinh Hợi (26) tháng 4 (27 tháng 5) Mộ Dung Bảo đến Sách Mạc Hãn hình, cách Long Thành 40 lý, trong thành đều vui mừng. Lan Hãn đã khiển đệ là Lan Gia Nan (蘭加難) suất 500 kị binh đến nghênh đón Mộ Dung Bảo, song cho đóng cổng thành, cấm người ra vào. Chống lại lời khuyên của Dĩnh Âm Liệt công Dư Sùng (餘崇), Mộ Dung Bảo chấp thuận để cho Lan Gia Nan hộ tống. Đi được vài lý, Lan Gia Nan bắt và giết Dư Sùng, đưa Mộ Dung Bảo đến lữ quán ngoài Long Thành rồi giết chết. Lan Hãn truy thụy cho Mộ Dung Bảo là Linh Đế, tàn sát hầu hết các thành viên trong hoàng tộc Mộ Dung. Sau đó, Mộ Dung Thịnh lật đổ Lan Hãn, tái lập Hậu Yên và xưng đế, truy thụy hiệu cho Mộ Dung Bảo là Huệ Mẫn hoàng đế, miếu hiệu Liệt Tổ.

## Gia đình

### Hậu phi
- Đoàn hoàng hậu, sinh Mộ Dung Sách
- Đinh thị, sinh Mộ Dung Thịnh
- Mạnh thị, sinh Mộ Dung hoàng hậu của Bắc Ngụy
- Mỗ thị, sinh Mộ Dung Hội

### Nhi tử
- Trường Lạc vương Mộ Dung Thịnh
- Thành Hà vương Mộ Dung Hội (慕容會)
- Thái tử Mộ Dung Sách (慕容策)
- Thành Dương công Mộ Dung Nguyên (慕容元)
- Chương Vũ công Mộ Dung Uyên (慕容淵)
- Hà Đông công Mộ Dung Mẫn (容敏)
- Bác Lăng công Mộ Dung Kiền (慕容虔)
- Thượng Đảng công Mộ Dung Chiêu (慕容昭)
- Dưỡng tử Mộ Dung Vân (慕容雲)

### Nữ nhi
- Đệ tứ nữ, sau là Mộ Dung hoàng hậu của Thác Bạt Khuê